# Ruth Barcan Marcus
Ruth Barcan Marcus (født 2. august 1921, død 19. februar 2012) var en amerikansk filosof og logiker, bedst kendt for hendes arbejde med modal og filosofisk logik. Hun arbejdede bl.a. på en af de første kvantificerede modallogiksystemer og introducerede et princip kendt som Barcanformlen.
Ruth Barcan Marcus blev født i New York City, USA, som den tredje datter af forældrene Samuel og Rose Barcan. Hendes forældre var sekulære østeuropæiske jøder og familien boede i the Bronx.
Barcan Marcus fik en bachelor i matematik og filosofi fra New York Universitet i 1941 og en Ph.D. i filosofi fra Yale University i 1946. Gennem karrieren modtog Barcan Marcus et Guggenheim Fellowship (1953-1954), og hun arbejdede på Roosevelt Universitet (1859-1963) og blev i 1964 Institutleder for filosofi på University of Illinois i Chicago. Fra 1970-1973 var hun professor på Northwestern University og i 1973 blev hun udnævnt som professor i filosofi på Yale University. Som professor på Yale blev Marcus kendt som en ledende figur inden for modallogik. Hun fik en lang række stipendier og priser.
I 1942 blev Ruth gift med Jules Alexander Marcu og sammen fik de fire børn.